# Lolita (Orca)

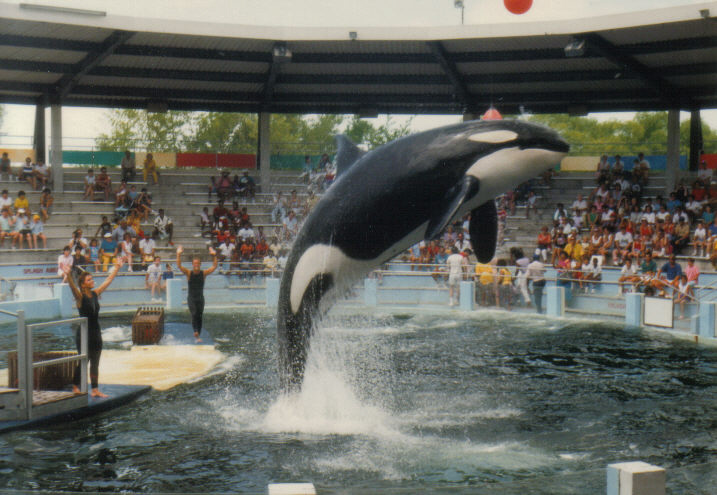
Lolita im Miami Seaquarium (1998)

Lolita (* um 1966; † 18. August 2023 in Virginia Key, Florida), auch bekannt als Tokitae, kurz Toki, war ein weiblicher Schwertwal aus der mit L-Pod bezeichneten Walherde der Southern Resident Killer Whales vor der Küste Kanadas und der USA. Über 50 Jahre lang absolvierte sie täglich Shows und war eine der Hauptattraktionen des Miami Seaquarium in Florida.

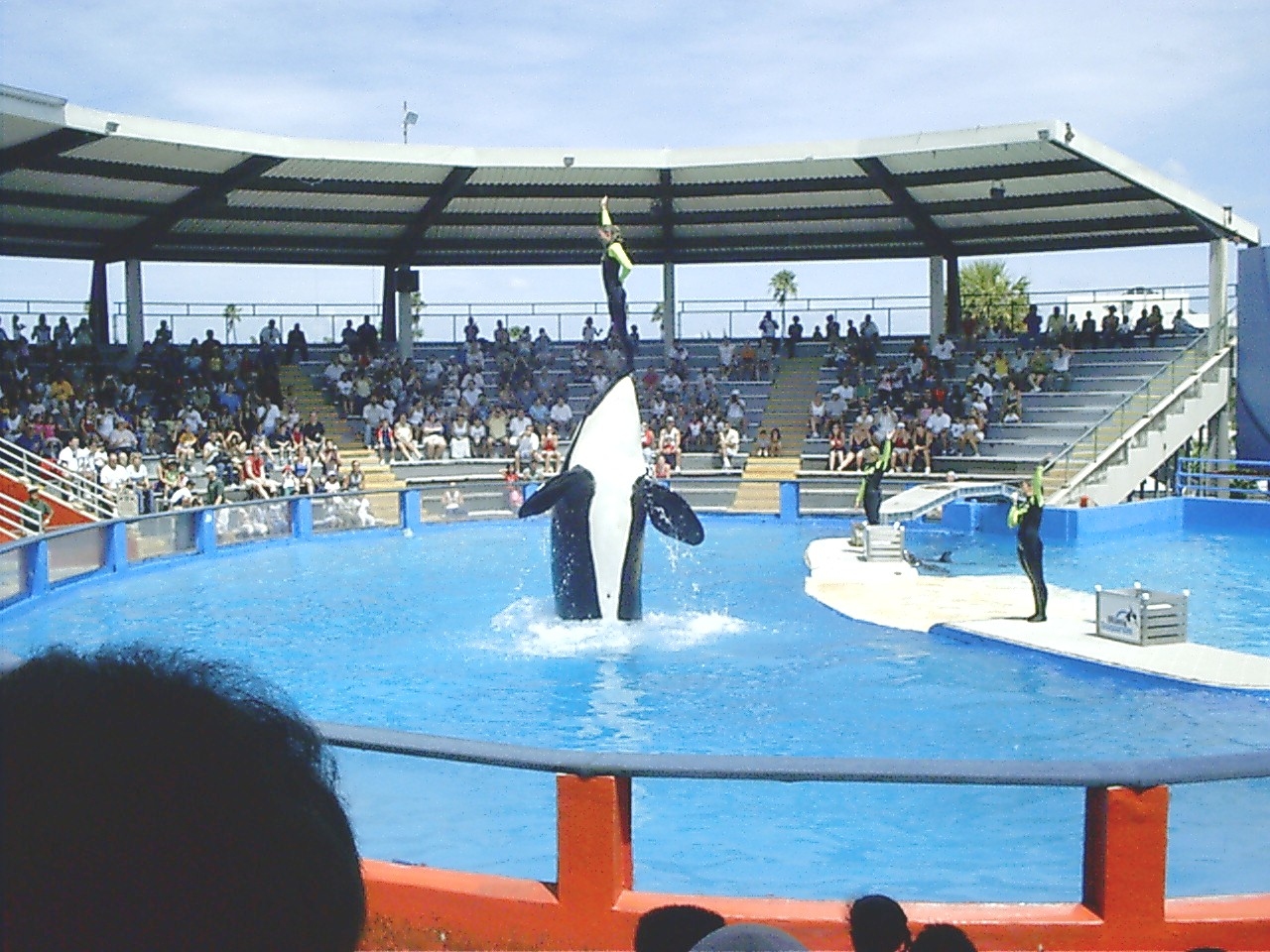
Lolita mit Trainerin

## Leben
Lolita wurde am 8. August 1970 im Puget Sound, einer Bucht vor Seattle, von ihrer Gruppe getrennt und gefangen. Zu dem Zeitpunkt wurde ihr Alter auf zwischen drei und sechs Jahre geschätzt. Am 24. September 1970 wurde sie ins Miami Seaquarium transportiert. Untergebracht wurde sie in der „Whale Bowl“, einem Becken, das etwa 24 mal 11 Meter maß und sechs Meter tief war. Nach einer Eingewöhnungsphase wurde der andere Schwertwal des Parks, ein männlicher Southern Resident namens Hugo, der bereits zwei Jahre im Seaquarium lebte, ebenfalls in die „Whale Bowl“ transportiert. Sie lebten zusammen bis zu Hugos Tod im Jahr 1980. Seitdem hatte Lolita keinen Kontakt zu anderen Schwertwalen. Anschließend wurde sie in Gesellschaft von Gemeinen Delfinen und Grindwalen gehalten, zuletzt lebte sie zusammen mit einer Gruppe Weißstreifendelfine.
Seit 2022 war sie an keinen Shows mehr beteiligt. Lolita war etwa sechs Meter lang und 3175 Kilogramm schwer.

## Freilassungsbestrebungen
Tierschutzverbände engagierten sich seit vielen Jahren für die Freilassung von Lolita und kritisierten ihre Lebensbedingungen im Ozeaneum. Seit 2022 war Lolita der zweitälteste in Gefangenschaft lebende Orca nach Corky in der SeaWorld San Diego.
Am 30. März 2023 gab das Miami Seaquarium die Absicht bekannt, Lolita freizulassen. Beabsichtigt war, sie in ihre Geburtsgewässer im pazifischen Nordwesten auszuwildern. Der Philanthrop Jim Irsay, der Besitzer des Seaquariums Eduardo Albor und die Tierschutzgruppe Friends of Toki wollten die auf etwa 19 Millionen Euro geschätzte Freilassung finanzieren. Diese sollte im Jahr 2025 erfolgen, da Lolita zuvor beigebracht werden müsse, selbst Fische zu fangen, und sie zudem Konditionen für ein Leben im Ozean aufbauen müsse. Der Orca sollte dann per Flugzeug in ein Ozeanschutzgebiet an der amerikanisch-kanadischen Pazifikküste geflogen werden.
Nach kurzer Krankheit starb der Orca am 18. August 2023.